# Associazione Calcio Perugia 1992-1993
Questa voce raccoglie le informazioni riguardanti l'Associazione Calcio Perugia nelle competizioni ufficiali della stagione 1992-1993.

## Rosa
| N. |                   | Ruolo | Calciatore           |
| -- | ----------------- | ----- | -------------------- |
|    | Italia (bandiera) | C     | Valentino Angeloni   |
|    | Italia (bandiera) | C     | Michele Baldi        |
|    | Italia (bandiera) | D     | Massimo Beghetto     |
|    | Italia (bandiera) | C     | Andrea Bergamo       |
|    | Italia (bandiera) | P     | Simone Braglia       |
|    | Italia (bandiera) | D     | Andrea Camplone      |
|    | Italia (bandiera) | D     | Marcello Castellini  |
|    | Italia (bandiera) | A     | Giovanni Cornacchini |
|    | Italia (bandiera) | C     | Antonio Di Carlo     |
|    | Italia (bandiera) | C     | Andrea Di Salvatore  |
|    | Italia (bandiera) | P     | Paolo Fabbri         |
|    | Italia (bandiera) | A     | Salvatore Fusci      |

| N. |                   | Ruolo | Calciatore          |
| -- | ----------------- | ----- | ------------------- |
|    | Italia (bandiera) | D     | Roberto Galletti    |
|    | Italia (bandiera) | C     | Michele Gelsi       |
|    | Italia (bandiera) | C     | Federico Giunti     |
|    | Italia (bandiera) | A     | Rocco Pagano        |
|    | Italia (bandiera) | D     | Cristiano Pavone    |
|    | Italia (bandiera) | D     | Gianluca Presicci   |
|    | Italia (bandiera) | D     | Valiant Rosati      |
|    | Italia (bandiera) | A     | Roberto Savi        |
|    | Italia (bandiera) | A     | Massimo Scarpa      |
|    | Italia (bandiera) | A     | Pierpaolo Tomassini |
|    | Italia (bandiera) | A     | Pasquale Traini     |

## Risultati

### Serie C1

#### Girone di andata
| 30 agosto 1992 1ª giornata | Giarre | 2 – 1 | Perugia |  |

| 6 settembre 1992 2ª giornata | Perugia | 1 – 0 | Lodigiani |  |

| Arbitro: | D'Agostini (Roma) |

|  |           |                       |
|  | Marcatori | 56’ Pagano 79’ Traini |

| 20 settembre 1992 4ª giornata | Perugia | 1 – 0 | Salernitana |  |

| 27 settembre 1992 5ª giornata | Ischia Isolaverde | 0 – 0 | Perugia |  |

| 4 ottobre 1992 6ª giornata | Perugia | 1 – 0 | Catania |  |

| 18 ottobre 1992 7ª giornata | Messina | 3 – 1 | Perugia |  |

| 25 ottobre 1992 8ª giornata | Perugia | 3 – 1 | Reggina |  |

| 1º novembre 1992 9ª giornata | Chieti | 0 – 0 | Perugia |  |

| 8 novembre 1992 10ª giornata | Perugia | 2 – 0 | Casertana |  |

| 15 novembre 1992 11ª giornata | Barletta | 0 – 1 | Perugia |  |

| 22 novembre 1992 12ª giornata | Perugia | 0 – 0 | Siracusa |  |

| 29 novembre 1992 13ª giornata | Perugia | 3 – 0 | Potenza |  |

| 16 dicembre 1992 14ª giornata | Palermo | 2 – 1 | Perugia |  |

| 13 dicembre 1992 15ª giornata | Perugia | 0 – 1 | Acireale |  |

| 20 dicembre 1992 16ª giornata | Avellino | 0 – 3 | Perugia |  |

| 27 dicembre 1992 17ª giornata | Perugia | 0 – 2 | Casarano |  |

#### Girone di ritorno
| 24 gennaio 1993 18ª giornata | Perugia | 1 – 1 | Giarre |  |

| 31 gennaio 1993 19ª giornata | Lodigiani | 2 – 2 | Perugia |  |

| Arbitro: | Emanuele Senzacqua (Fermo) |

|                                           |           |                                |
| Pasquale Traini 15’, 23’, 27’, 35’ (rig.) | Marcatori | 38’ (rig.) Giuseppe Antonaccio |

| 14 febbraio 1993 21ª giornata | Salernitana | 0 – 0 | Perugia |  |

| 21 febbraio 1993 22ª giornata | Perugia | 2 – 1 | Ischia Isolaverde |  |

| 7 marzo 1993 23ª giornata | Catania | 1 – 0 | Perugia |  |

| 14 marzo 1993 24ª giornata | Perugia | 1 – 1 | Messina |  |

| 21 marzo 1993 25ª giornata | Reggina | 0 – 1 | Perugia |  |

| 28 marzo 1993 26ª giornata | Perugia | 1 – 0 | Chieti |  |

| 4 aprile 1993 27ª giornata | Casertana | 1 – 1 | Perugia |  |

| 18 aprile 1993 28ª giornata | Perugia | 2 – 1 | Barletta |  |

| 25 aprile 1993 29ª giornata | Siracusa | 1 – 1 | Perugia |  |

| 2 maggio 1993 30ª giornata | Potenza | 0 – 1 | Perugia |  |

| 9 maggio 1993 31ª giornata | Perugia | 1 – 2 | Palermo |  |

| 16 maggio 1993 32ª giornata | Acireale | 0 – 0 | Perugia |  |

| 23 maggio 1993 33ª giornata | Perugia | 4 – 0 | Avellino |  |

| 30 maggio 1993 34ª giornata | Casarano | 2 – 3 | Perugia |  |